# Roy Smith
Roy Smith, kostariški nogometaš, * 19. april 1990.
Za kostariško reprezentanco je odigral dve uradni tekmi.